# Adoncholaimus islandicus
Adoncholaimus islandicus är en rundmaskart som beskrevs av Hans August Kreis 1963. Adoncholaimus islandicus ingår i släktet Adoncholaimus och familjen Oncholaimidae. Inga underarter finns listade i Catalogue of Life.